# Igor Wladimirowitsch Wolkow
Igor Wladimirowitsch Wolkow (russisch Игорь Владимирович Волков; * 24. Januar 1983 in Ufa, Russische SFSR) ist ein russischer Eishockeyspieler, der zuletzt bei Neftechimik Nischnekamsk in der Kontinentalen Hockey-Liga unter Vertrag stand.

## Karriere
Igor Wolkow begann seine Karriere als Eishockeyspieler in seiner Heimatstadt in der Nachwuchsabteilung von Salawat Julajew Ufa, für dessen Profimannschaft er von 2000 bis 2005 in der Superliga aktiv war. Die Saison 2004/05 beendete er beim HK Dynamo Moskau, mit dem er Russischer Meister wurde. Im Anschluss an diesen Erfolg kehrte der Flügelspieler nach Ufa zurück, für das er weitere drei Spielzeiten in der Superliga verbrachte und mit dem er 2008 ebenfalls Meister wurde. Zur Saison 2008/09 wechselte der Russe zum HK Awangard Omsk aus der neu gegründeten Kontinentalen Hockey-Liga. Für Omsk spielte er zwei Jahre lang, ehe er vor der Saison 2010/11 ein weiteres Mal bei seinem Heimatverein Salawat Julajew Ufa unterschrieb. Noch im Laufe der Spielzeit schloss er sich ein weiteres Mal dem HK Awangard Omsk an.
Im Mai 2013 wechselte er zusammen mit Alexander Nesterow zum HK Spartak Moskau, bei dem Wolkow zum Assistenzkapitän ernannt wurde. Nach der Saison 2013/14 zog sich Spartak vom KHL-Spielbetrieb zurück und Wolkow wurde daraufhin vom HK ZSKA Moskau verpflichtet. Für den ZSKA kam er 39 KHL-Spielen zum Einsatz, in denen er 9 Scorerpunkte sammelte. Anschließend wechselte er zum HK Jugra Chanty-Mansijsk, für den er bis November 2015 aktiv war, ehe er gegen Jewgeni Lapenkow von Neftechimik Nischnekamsk eingetauscht wurde. Dort wurde er zwei Wochen später aus seinem Vertrag entlassen.

## Erfolge und Auszeichnungen
- 2005 Russischer Meister mit dem HK Dynamo Moskau
- 2008 Russischer Meister mit Salawat Julajew Ufa

## Statistik
(Stand: Ende der Saison 2013/14)